# Klincselés

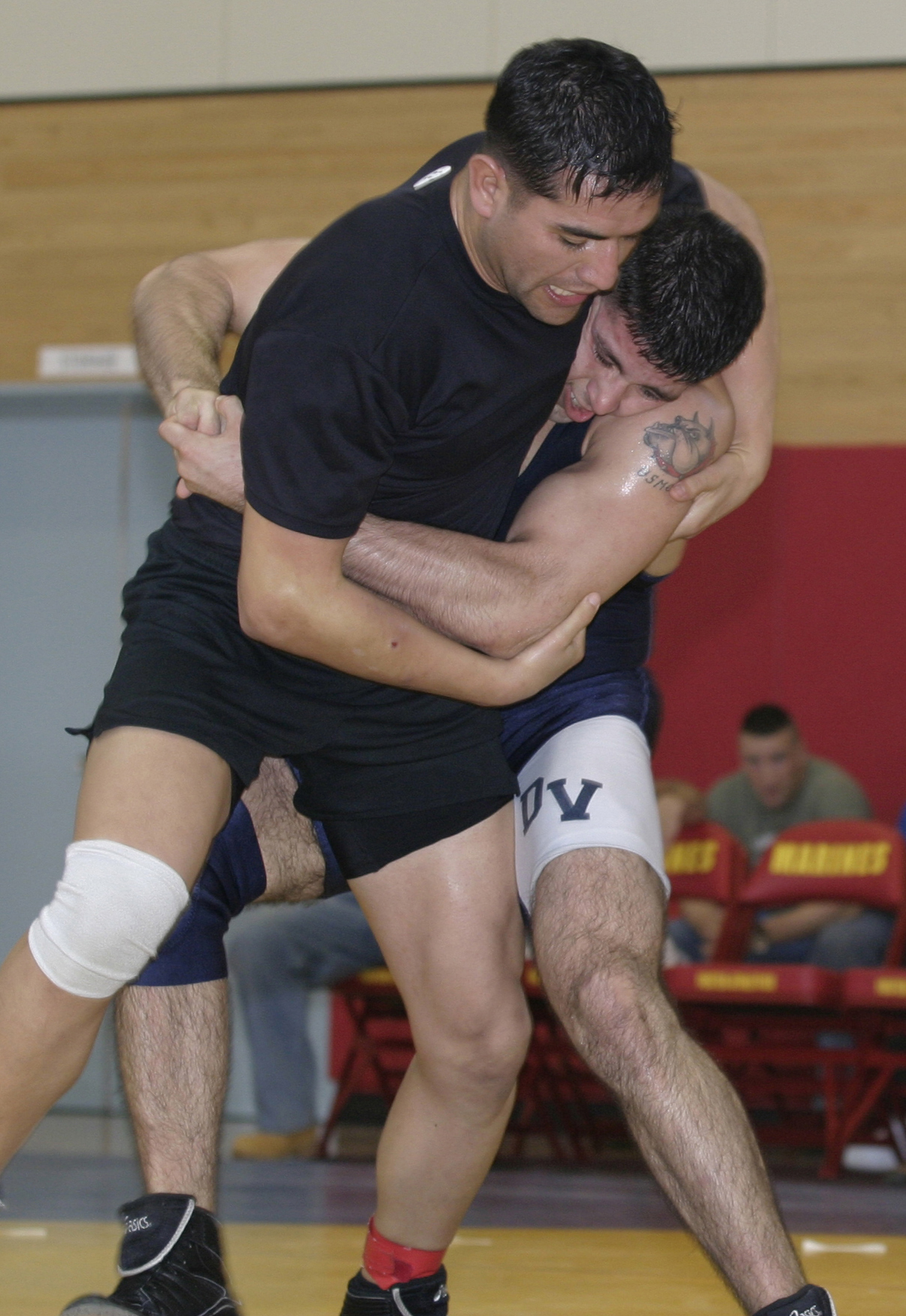
Klincselés a birkózásban

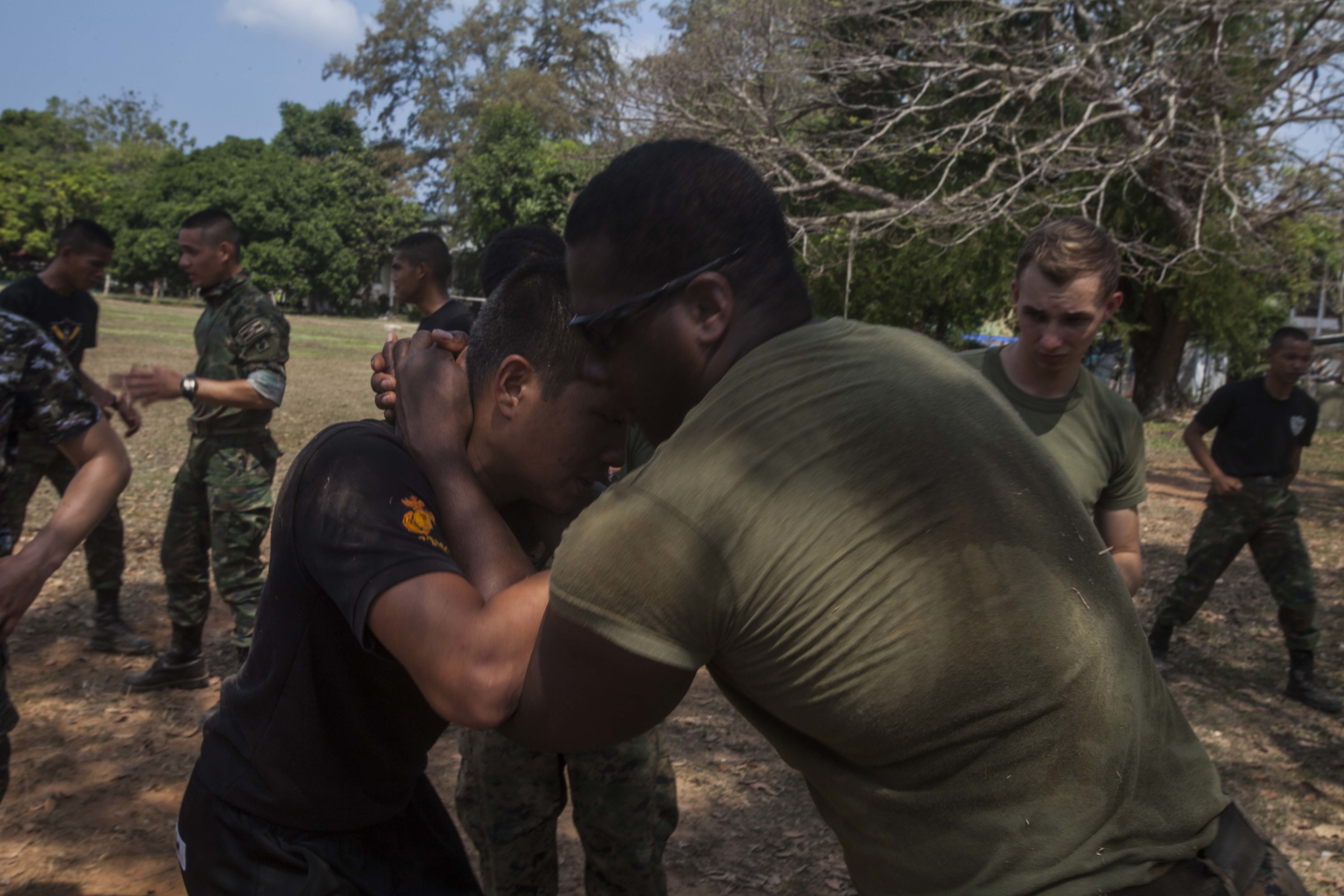
Klincselés a thai bokszban

A klincselés vagy klincs, illetve clinch egyfajta technika a különféle küzdősportokban, például a birkózásban, a thai bokszban, a cselgáncsban, a szansouban és a szumóban. Klincs, azaz álló helyzetben történő összekapaszkodás során a küzdőfelek egymásba kapaszkodnak. A klincs célja lehet védekezés és támadás egyaránt. Az ökölvívásban az ellenféltől érkező ütések átmeneti megállítására alkalmazzák, a thai bokszban pedig effektív támadótechnika, melynek során a klincs előkészülés különféle könyökütésekhez és térddel történő rúgásokhoz. A klincs dobások, földre vitel és söprés (sweep) előtt is alkalmazható technika. Egyes szabályrendszerekben, például a K-1-ben tilos a klincselés.